# Melchior Heinrich Wolff
Melchior Heinrich Wolff, auch Hinrich, Wolf (* 18. Januar 1727 in Eutin; † 7. Dezember 1786 ebenda) war ein deutscher evangelisch-lutherischer Geistlicher und von 1772 bis 1786 als Superintendent der Leitende Geistliche im Hochstift Lübeck.

## Leben
1755 ernannte ihn Fürstbischof Friedrich August zum Hofprediger im Eutiner Schloss. 1762 wurde er fürstbischöflicher Konsistorialrat. Nach einer elfjährigen Vakanz – Hinrich Balemann war schon 1761 verstorben – wurde er 1772 Hauptpastor an der St.-Michaelis-Kirche (Eutin) und Superintendent des Fürstbistums. 1784 war er Mitherausgeber des neuen Eutinischen Gesangbuchs.
Er war verheiratet mit Amelia Juliana, geb. Falkenhagen (1735–1804). Von den Kindern des Pares wurde Friedrich Carl (1766–1845) Altphilologe und Rektor der Gelehrtenschule, des heutigen Alten Gymnasiums in Flensburg; Anna Elisabeth (1759–1805) heiratete den Kieler Professor Jacob Christoph Rudolph Eckermann.